# Gerrhonotus farri
La lagartija caimán de Tamaulipas (Gerrhonotus farri) es una especie de reptil perteneciente a la familia Anguidae. El nombre de la especie es un patronímico honrando a William L. Farr quien colectó el espécimen tipo.

## Clasificación y descripción
Gerrhonotus farri se distingue de todas las demás lagartijas gerrhonotinas excepto de G. lugoi y G. parvus en tener escamas dorsales lisas. G. farri, G. lugoi y G. parvus carecen de una escama postrostral lo cual las diferencia de otros miembros del género Gerrhonotus. G. farri y G. lugoi difieren de G. parvus por poseer internasales anteriores y una cabeza muy diferenciada del cuello, y por carecer de contacto entre la nasal y la rostral y contacto entre las supranasales y las cantoloreales. De G. lugoi, G. farri difiere en el número de hileras de escamas dorsales longitudinales (14 contra 18-19), en las hileras de escamas ventrales longitudinales (12 contra 14), las suboculares (2 contra 3) y en las temporales primarias (4 contra 5). Además G. farri es más largo (109 mm contra 94 mm de longitud hocico-cloaca) y más robusto que G. lugoi y posee un patrón de coloración única de punteado color blanco en la cabeza y una sufusión de puntos blancos con bordes negros dorsolateralmente, visto únicamente en G. parvus.

## Distribución
Únicamente conocido para la localidad tipo al norte de Magdaleno Cedillo, 27 km al suroeste del municipio de Tula, Tamaulipas, México (22°49 33.6” N, 99° 54 28.2” W a 1607 m s. n. m.

## Hábitat
Habita en matorral xerófilo.